# Tedrow (Ohio)
Tedrow é um lugar designado pelo censo localizado no condado de Fulton no estado estadounidense de Ohio. No Censo de 2010 tinha uma população de 173 habitantes e uma densidade populacional de 208,09 pessoas por km².

## Geografia
Tedrow encontra-se localizado nas coordenadas 41° 36′ 11″ N, 84° 12′ 15″ O. Segundo o Departamento do Censo dos Estados Unidos, Tedrow tem uma superfície total de 0.83 km², da qual 0.83 km² correspondem a terra firme e (0%) 0 km² é água.

## Demografia
Segundo o censo de 2010, tinha 173 pessoas residindo em Tedrow. A densidade populacional era de 208,09 hab./km². Dos 173 habitantes, Tedrow estava composto pelo 92.49% brancos, 0% eram afroamericanos, 0% eram amerindios, 0% eram asiáticos, 0% eram insulares do Pacífico, 7.51% eram de outras raças e 0% pertenciam a duas ou mais raças. Do total da população 30.64% eram hispanos ou latinos de qualquer raça.